# パリ、テキサス
『パリ、テキサス』（英語: Paris,Texas, 「テキサス州パリス」の意）は、1984年製作、ヴィム・ヴェンダース監督の西ドイツ・フランス合作映画である。

## 概要
テキサスを一人放浪していた男の妻子との再会と別れを描いたロード・ムービーである。1984年の第37回カンヌ国際映画祭でパルム・ドールを受賞した。

テキサス州でのラマー郡の位置（右上）、同郡でのパリスの位置。

テキサス州パリスは同州ラマー郡の郡庁所在地で、人口約2.5万人（2010年時点）の小さな街であるが、劇中では直接登場することはない。原作はサム・シェパードによるエッセイ『モーテル・クロニクルズ』であり、『ハメット』の主役に推薦して果たせなかったヴェンダースがシェパードに依頼し、L・M・キット・カーソンが翻案し、シェパードが脚色した。主人公トラヴィスの一人息子を演じたハンター・カーソンは、カーソンの息子である。
ヴェンダースは本作で初めて音楽家ライ・クーダーと組み、以降の監督作『エンド・オブ・バイオレンス』、『ブエナ・ビスタ・ソシアル・クラブ』でも彼を起用している。トラヴィスが倒れるガソリンスタンドの男を演じるサム・ベリーはイギリスの遺伝学者、テレビの中に映る女を演じるヴィヴァはアンディ・ウォーホル作品に登場する「ウォーホル・スーパースター」の一人である。トラヴィスの搬送先の病院で対応する、オーストリア出身のアメリカの映画監督エドガー・G・ウルマーと同姓の医師を演じるベルンハルト・ヴィッキは、ウルマーと同じオーストリア出身で、ドイツのヴェテラン俳優・映画監督である。スレイターを演じるのは、かつてヴェンダースが贈った生フィルムを使用してジム・ジャームッシュが制作した『パーマネント・バケーション』に出演し、『ストレンジャー・ザン・パラダイス』にも主演したミュージシャンのジョン・ルーリーである。

## ストーリー
4年前に妻子を捨てて失踪したトラヴィス（ハリー・ディーン・スタントン）が、テキサスの砂漠で行き倒れていたという連絡を受けた弟のウォルト（ディーン・ストックウェル）は、目を離すと逃げ出そうとするトラヴィスに手を焼きながら、レンタカーで妻とトラヴィスの息子が待つカリフォルニア州ロサンゼルスへと向かう。当初、全く喋らなかったトラヴィスだが、やがて自分がテキサス州パリスへ行こうとしていたことを明かす。トラヴィスによると、パリスは両親が初めて交わった土地であり、それ故彼はパリスに土地を買ってあるのだという。
ロサンゼルスで息子のハンター（ハンター・カーソン）と再会したトラヴィスは、ある日、ウォルトの妻で義理の妹に当たるアン（オーロール・クレマン）から、ヒューストンにいる妻のジェーン（ナスターシャ・キンスキー）からハンター宛に月に一度、決まって送金があることを教えられる。トラヴィスは中古車を買い、ハンターとともにヒューストンへ向かう。同地でジェーンと再会したトラヴィスは、放浪の旅に出た理由をジェーンに告白する。再び心が通じた二人。しかし、トラヴィスは再び家族3人で暮らすことはもはや叶わないことを語り、ジェーンに息子を託して再び放浪の旅に出る。

## スタッフ
- 製作総指揮 : アナトール・ドーマン
- プロデューサー : クリス・ジーヴァーニヒ、ドン・ゲスト
- 監督 : ヴィム・ヴェンダース
- 脚本 : L・M・キット・カーソン、サム・シェパード
- 原作・脚色 : サム・シェパード
- 翻案 : L・M・キット・カーソン
- 撮影 : ロビー・ミューラー
- 編集 : ペーター・プルツィゴッダ
- 音楽 : ライ・クーダー

## キャスト
クレジット順
- ハリー・ディーン・スタントン - トラヴィス・ヘンダースン
- サム・ベリー（英語版） - ガソリンスタンドの男
- ベルンハルト・ヴィッキ - ウルマー医師
- ディーン・ストックウェル - ウォルト・ヘンダースン
- オーロール・クレマン - アン・ヘンダースン
- クラッシー・モビリー - カーレンタル職員
- ハンター・カーソン - ハンター・ヘンダースン
- ヴィヴァ (俳優)（英語版） - テレビの中の女
- ソコロ・バルデス - カメリータ
- エドワード・フェイトン - ハンターの友人
- ジャスティン・ホッグ - ハンター（3歳）
- ナスターシャ・キンスキー : ジェーン・ヘンダースン
- トム・ファレル Tom Farrell - 叫ぶ男
- ジョン・ルーリー - スレイター(のぞき部屋の黒服)
- ジェニ・ヴィシ - ストレッチャー

## 関連書籍
- ヴィム・ヴェンダース『Written in the West』、独 Schirmer/Mosel社、1987年

ヴェンダースがロケハンの時に撮影した写真をまとめた風景写真集。2001年にヴェンダースが、パリスを再訪した時に撮影した写真を追加した改訂版が、2015年にアメリカのD.A.P.社から出版されている。
- サム・シェパード『モーテル・クロニクルズ』畑中佳樹訳、筑摩書房、1986年。ちくま文庫、1990年6月 ISBN 448002445X
- サム・シェパード『パリ,テキサス 英和対訳映画文庫』小林庸浩訳注、南雲堂、1990年

## 学術的参考文献
- 塚田幸光「ナショナル／ファミリー・ポートレイト - 『パリ、テキサス』とロード・ムーヴィの政治学」、杉野健太郎編『映画のなかの社会／社会のなかの映画』（映画学叢書[監修加藤幹郎]、ミネルヴァ書房、2011年）所収。

## 註
1. ↑  “Paris, Texas”. Box Office Mojo.  Amazon.com. 2012年4月10日閲覧。
2. ↑  『ヴィム・ヴェンダース』、監修樋口泰人、カルチュア・パブリッシャーズ、1997年 ISBN 487295002X、p.82.
3. ↑  L.M. Kit Carson - Biography, Internet Movie Database （英語）, 2010年4月17日閲覧。
4. ↑  『ヴィム・ヴェンダース』、p.118.
5. ↑  『ヴィム・ヴェンダース』、p.103.
6. ↑  Paris, Texas, Internet Movie Database （英語）, 2010年4月17日閲覧。